# 마루야마 요시아키
마루야마 요시아키(일본어: 丸山 良明, 1974년 10월 12일 ~ )는 일본의 전 축구 선수이다.

## 구단 경력
과거 요코하마 F. 마리노스, 몬테디오 야마가타, 알비렉스 니가타, 베갈타 센다이, AC 나가노 파르세이루에서 활동하였다.

## 지도자 경력
2020년 세레소 오사카 U-23의 감독으로 취임하였다.